# Classe Drake
La classe Drake fu un gruppo di quattro incrociatori corazzati della Royal Navy britannica. Le quattro unità vennero varate nel 1901 ed entrarono in servizio tra il 1902 ed il 1903, partecipando alla prima guerra mondiale, durante la quale due unità andarono perdute in combattimento.

## Progetto
Costruite su un progetto simile a quello della precedente classe Cressy, le Drake furono però significativamente più grandi, per accogliere macchine più potenti necessarie a raggiungere la velocità di punta richiesta, pari a 23 nodi. Durante il servizio, riuscirono anche a superare la velocità raggiunta nelle prove. Come stazza le unità furono simili a quelle della classe Powerful, ricevendo però una protezione decisamente migliorata.
Anche nell'armamento le unità della classe furono simili alle Cressy, ricevendo però dei cannoni migliorati con un calibro maggiore. Viste le loro qualità ed il loro aspetto imponente, le navi della classe vennero utilizzate quasi sempre come ammiraglie degli squadroni incrociatori della Royal Navy.

## Navi
| Nome                    | Costruttori       | Motori    | Data di           | Data di          | Data di          |
| Nome                    | Costruttori       | Motori    | Impostazione      | Varo             | Completamento    |
| ----------------------- | ----------------- | --------- | ----------------- | ---------------- | ---------------- |
| HMS Drake               | Pembroke Dockyard | Humphrys  | 24 aprile 1899    | 5 marzo 1901     | 13 gennaio 1902  |
| HMS Good Hope ex-Africa | Fairfield, Govan  | Fairfield | 11 settembre 1899 | 21 febbraio 1901 | 8 novembre 1902  |
| HMS King Alfred         | Vickers, Barrow   | Vickers   | 11 agosto 1899    | 28 ottobre 1901  | 22 dicembre 1903 |
| HMS Leviathan           | J Brown Clydebank | J Brown   | 30 novembre 1899  | 3 luglio 1901    | 16 giugno 1903   |